# Разінська сільська рада
Ра́зінська сільська рада (рос. Разинский сельский совет) — муніципальне утворення у складі Федоровського району Башкортостану, Росія. Адміністративний центр — присілок Ключевка.

## Населення
Населення — 519 осіб (2019, 580 в 2010, 621 в 2002).

## Склад
До складу поселення входять такі населені пункти:
| Населений пункт    | Населення, осіб (2002) | Населення, осіб (2010) |
| ------------------ | ---------------------- | ---------------------- |
| Ключевка, присілок | 303                    | 273                    |
| Саїтово, присілок  | 318                    | 307                    |